# Jan Burian (violoncellista)
Jan Burian (10. dubna 1877 Praha – 24. května 1942 Praha) byl český violoncellista a hudební pedagog.

## Životopis
Narodil se v Praze. Od jedenácti let studoval hru na violoncello na Pražské konzervatoři u Hanuše Vihana. Ještě jako student začal Vihana postupně nahrazovat i jako učitel. Po absolvování konzervatoře v roce 1894 zde začal vést violoncellovou třídu. Vyučoval na konzervatoři až do roku 1920, s přestávkou v letech 1899 až 1900, kdy devět měsíců vedl violoncellovou třídu na konzervatoři v Tiflisu (Tbilisi). V letech 1920 až 1936 oůsobil jako učitel na pražské HAMU, od roku 1927 zde byl povýšen na profesora. Mezi Burianovy četné studenty patří přední čeští violoncellisté, včetně Ladislava Zelenky, Karla Pravoslava Sadla či Otakara Jeremiáše. V roce 1921 vydal učebnici.
Na přelomu století Burian intenzivně koncertoval. Jako sólista se stal zejména prvním českým interpretem Koncertu pro violoncello Antonína Dvořáka z roku 1902. Účinkoval v různých komorních souborech, mimo jiné v jedné z prvních skladeb Českého tria (1900–1903, ve stejném složení s Karlem Hofmeisterem) a podílel se též na vystoupeních Českého kvarteta na pozici druhého violoncella. V roce 1909 však opustil hráčskou kariéru a plně se zaměřil na výuku.
Jan Burian zemřel 24. května 1942 v Praze.